# デカルブ郡 (インディアナ州)
デカルブ郡（英: DeKalb County）は、アメリカ合衆国インディアナ州の北東部に位置する郡である。1835年にインディアナ州議会によって設立され、郡名はアメリカ独立戦争の英雄であるヨハン・デ・カルブ男爵（1721年-1780年）に因んで名付けられた。2010年国勢調査での人口は42,223人であり、2000年の40,285人から4.8%増加した。郡庁所在地はオーバーン市（人口13,086人）であり、同郡で人口最大の都市でもある。

## 歴史
デカルブ郡は、ドイツのババリア出身で大陸軍の将軍だった英雄ヨハン・デ・カルブ男爵に因んで名付けられた。デ・カルブはサウスカロライナ州キャムデンの戦いで致命傷を負った。

## 地理
アメリカ合衆国国勢調査局に拠れば、郡域全面積は363.85平方マイル (942.4 km2)であり、このうち陸地362.82平方マイル (939.7 km2)、水域は1.03平方マイル (2.7 km2)で水域率は0.285%である。

### 主要高規格道路
| - 州間高速道路69号線 - アメリカ国道6号線 - インディアナ州道1号線 - インディアナ州道4号線 - インディアナ州道8号線 | - インディアナ州道101号線 - インディアナ州道205号線 - インディアナ州道327号線 - インディアナ州道427号線 |

### 隣接する郡
- スチューベン郡 - 北
- ウィリアムズ郡 (オハイオ州) - 北東
- ディファイアンス郡 (オハイオ州) - 南東
- アレン郡 - 南
- ノーブル郡 - 西
- ラグレンジ郡 - 北西

## 気候と気象
近年、郡庁所在地であるオーバーン市の平均気温は1月の17°F (-8 ℃) から7月の84°F (29 ℃) まで変化している。過去最低気温は1984年1月に記録された-24°F (-31 ℃) であり、過去最高気温は1988年6月に記録された106°F (41 ℃) である。月間降水量は2月の1.42インチ (36 mm) から6月の4.17インチ (106 mm) まで変化している。

## 郡政府
郡政府は憲法による政体であり、インディアナ州憲法とインディアナ州法典によって特別の権力を認められている。

### 郡政委員会
郡政委員会は郡政府の立法府であり、郡の歳出や歳入を管理している。委員は郡内の選挙区から選出され、任期は4年間である。給与、年間予算、特別支出を設定する責任がある。郡レベルで所得税や資産税、消費税、サービス税を課する限定付き権限があるが、所得税と資産税は州の承認を要する。

### 行政委員会
行政委員会は郡政府の行政府である。3人の委員による委員会は行政と財政には関わらない立法の権限がある。委員は郡全体を選挙区に選出され、任期は4年間で2年毎に半数が改選される。委員の一人が議長になる。行政委員会は郡の排水委員会としても機能し、排水設備の建設と維持に関する監督を行う。

### 郡裁判所
郡は巡回裁判所（第75巡回裁判所）1つと2つの上級裁判所を維持している。インディアナ州最高裁判所によって承認された地方規則により、巡回裁判所の司法権は少年事件と家庭内事件に限定されている。刑事、民事および家庭事件は2つの上級裁判所で審問される。各裁判所の判事は6年間任期で党は選挙で選出される。

### 郡政府役人
上記以外に、保安官、検視官、監査官、財務官、登記官、測量師および巡回裁判所事務官が選挙で選ばれている。任期は4年間であり、郡政府の異なる部門を監督している。郡政府に選ばれる役人は支持政党を公にすることが求められ、また郡の住人でなければならない。
デカルブ郡はアメリカ合衆国下院議員インディアナ州第3選挙区に属し、2008年時点では共和党議員を選出している。インディアナ州議会上院では第13および第14選挙区に属しており、下院では第51、第52および第85選挙区に属している。

## 人口動態
以下は2000年の国勢調査による人口統計データである。
| 基礎データ - 人口: 40,285人 - 世帯数: 15,134 世帯 - 家族数: 10,911 家族 - 人口密度: 43人/km2（111人/mi2） - 住居数: 16,144軒 - 住居密度: 17軒/km2（44軒/mi2） 人種別人口構成 - 白人: 97.76% - アフリカン・アメリカン: 0.25% - ネイティブ・アメリカン: 0.22% - アジア人: 0.33% - 太平洋諸島系: 0.05% - その他の人種: 0.67% - 混血: 0.73% - ヒスパニック・ラテン系: 1.68% 先祖による構成 - ドイツ系：39.3% - アメリカ人：20.8% - イギリス系：9.1% - アイルランド系：6.9% | 年齢別人口構成 - 18歳未満: 28.0% - 18-24歳: 8.6% - 25-44歳: 30.3% - 45-64歳: 21.7% - 65歳以上: 11.4% - 年齢の中央値: 35歳 - 性比（女性100人あたり男性の人口） - 総人口: 99.2 - 18歳以上: 96.4 世帯と家族（対世帯数） - 18歳未満の子供がいる: 36.3% - 結婚・同居している夫婦: 59.3% - 未婚・離婚・死別女性が世帯主: 8.8% - 非家族世帯:27.9% - 単身世帯: 23.4% - 65歳以上の老人1人暮らし: 9.3% - 平均構成人数 - 世帯: 2.63人 - 家族: 3.11人 収入と家計 - 収入の中央値 - 世帯: 44,909米ドル - 家族: 51,676米ドル - 性別 - 男性: 37,322米ドル - 女性: 24,120米ドル - 人口1人あたり収入: 19,448米ドル - 貧困線以下 - 対人口: 5.9% - 対家族数: 3.7% - 18歳未満: 6.1% - 65歳以上: 8.5% |

デカルブ郡は下記15の郡区に分割されている。
| - バトラー - コンコード - フェアフィールド - フランクリン - グラント | - ジャクソン - カイザー - ニュービル - リッチランド - スミスフィールド | - スペンサー - スタッフォード - トロイ - ユニオン - ウィルミントン |

## 都市と町
| - アルトナ - アシュレー - オーバーン - 郡庁所在地 - バトラー | - コルナ - ガーレット - ハミルトン - ニュービル | - オレンジ - スペンサービル - セントジョー - ウォータールー |

## 教育

### 教育学区
- デカルブ郡セントラル統合教育学区[13]
- デカルブ郡イースタン・コミュニティ教育学区[14]
- ガーレット・カイザー・バトラー・コミュニティ教育学区[15]
- ハミルトン・コミュニティ教育学区[16]

### 私立学校
- レイクウッドパーク・クリスチャン学校[17]
- セントジョセフス・カトリック学校、ガーレット
- ザイオン・ルーテラン予備学校、ガーレット